# Сентервілл (Південна Кароліна)
Сентервілл (англ. Centerville) — переписна місцевість (CDP) в США, в окрузі Андерсон штату Південна Кароліна. Населення — 7185 осіб (2020).

## Географія
Сентервілл розташований за координатами 34°31′42″ пн. ш. 82°43′0″ зх. д. / 34.52833° пн. ш. 82.71667° зх. д. (34.528278, -82.716733).  За даними Бюро перепису населення США в 2010 році переписна місцевість мала площу 15,37 км², з яких 15,29 км² — суходіл та 0,08 км² — водойми.

## Демографія
Згідно з переписом 2010 року, у переписній місцевості мешкало 6586 осіб у 2679 домогосподарствах у складі 1948 родин. Густота населення становила 428 осіб/км².  Було 2930 помешкань (191/км²).
Расовий склад населення:
| - 83,3 % — білих - 13,3 % — чорних або афроамериканців - 1,1 % — азіатів - 0,2 % — корінних американців |

До двох чи більше рас належало 1,3 %. Частка іспаномовних становила 2,7 % від усіх жителів.
За віковим діапазоном населення розподілялося таким чином: 23,1 % — особи молодші 18 років, 61,2 % — особи у віці 18—64 років, 15,7 % — особи у віці 65 років та старші. Медіана віку мешканця становила 39,3 року. На 100 осіб жіночої статі у переписній місцевості припадало 90,6 чоловіків;  на 100 жінок у віці від 18 років та старших — 85,7 чоловіків також старших 18 років.
Середній дохід на одне домашнє господарство  становив 55 389 доларів США (медіана — 46 930), а середній дохід на одну сім'ю — 63 675 доларів (медіана — 52 198). Медіана доходів становила 39 576 доларів для чоловіків та 31 875 доларів для жінок. За межею бідності перебувало 9,3 % осіб, у тому числі 14,8 % дітей у віці до 18 років та 7,2 % осіб у віці 65 років та старших.
Цивільне працевлаштоване населення становило 3219 осіб. Основні галузі зайнятості: освіта, охорона здоров'я та соціальна допомога — 27,3 %, виробництво — 21,3 %, роздрібна торгівля — 9,9 %, мистецтво, розваги та відпочинок — 6,4 %.